# فرودگاه محلی تلوراید
فرودگاه محلی تلوراید (به انگلیسی: Telluride Regional Airport) یک فرودگاه همگانی بهره‌برداری هوایی با کد یاتا TEX است که یک باند فرود آسفالت دارد و طول باند آن ۲۰۹۴ متر است. این فرودگاه در کشور ایالات متحده آمریکا قرار دارد و در ارتفاع ۲۷۶۷ متری از سطح دریا واقع شده است.